# Década de 1950

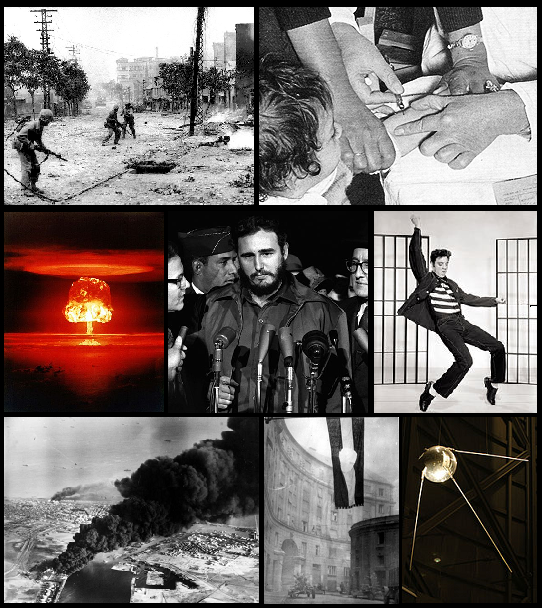
De cima para baixo e da esquerda para a direita:
1. Fuzileiros navais dos Estados Unidos envolvidos em combates urbanos durante a Guerra da Coreia, por volta do final de setembro de 1950.
2. A primeira vacina contra a poliomielite é desenvolvida por Jonas Salk
3. Teste termonuclear de 1954, com o código Castle Romeo.
4. Em 1959, Fidel Castro derruba o presidente Fulgencio Batista na Revolução Cubana, o que resulta na criação do primeiro governo comunista no hemisfério ocidental.
5. Elvis Presley se torna a figura principal do gênero musical popular do rock and roll em meados da década de 1950.
6. Fumaça sobe dos tanques de petróleo em Port Said após a invasão do Egito por Israel, Reino Unido e França como parte da Crise de Suez no final de 1956.
7. Budapeste em outubro de 1956, durante a Revolução Húngara.
8. A União Soviética lança o Sputnik-1, o primeiro satélite artificial a orbitar a Terra, em outubro de 1957.

A década de 1950, também referida como década de 50 ou ainda anos 50, compreende o período entre 1 de janeiro de 1950 e 31 de dezembro de 1959.
1. Fuzileiros navais dos Estados Unidos envolvidos em combates urbanos durante a Guerra da Coreia, por volta do final de setembro de 1950.
2. A primeira vacina contra a poliomielite é desenvolvida por Jonas Salk
3. Teste termonuclear de 1954, com o código Castle Romeo.
4. Em 1959, Fidel Castro derruba o presidente Fulgencio Batista na Revolução Cubana, o que resulta na criação do primeiro governo comunista no hemisfério ocidental.
5. Elvis Presley se torna a figura principal do gênero musical popular do rock and roll em meados da década de 1950.
6. Fumaça sobe dos tanques de petróleo em Port Said após a invasão do Egito por Israel, Reino Unido e França como parte da Crise de Suez no final de 1956.
7. Budapeste em outubro de 1956, durante a Revolução Húngara.
8. A União Soviética lança o Sputnik-1, o primeiro satélite artificial a orbitar a Terra, em outubro de 1957.

## Visão geral
É considerada uma época de transição entre o período de guerras da primeira metade do século XX e o período das revoluções comportamentais e tecnológicas da segunda metade. Nesta época teve início a chegada da televisão em Portugal e no Brasil. Esta época também foi considerada a "idade de ouro" do cinema e também foi a época de importantes descobertas científicas como o ADN (Ácido Desoxirribonucleico, ou DNA). O campeão da Copa do Mundo em 1950 foi, pela segunda vez, o Uruguai, em 1954 a Alemanha Ocidental conquistou a Taça do Mundo pela primeira vez, Em 1958, a Seleção Brasileira de Futebol faturou também o seu primeiro título mundial.
A prosperidade econômica experimentada por muitos países durante a década de 1950 foi de natureza semelhante a que foi experimentada na década de 1920 e também a que ocorreu na década de 1990. Cada período de prosperidade foi o resultado de uma mudança de paradigma nos assuntos globais. As mudanças nas décadas de 1950 ocorreram em parte como resultado da conclusão da Segunda Guerra Mundial.

## Arquitetura
Nesta década é popular o movimento googie (também conhecido como populuxe ou Doo-Wop), influenciado pela cultura automobilística e as eras espacial e atômica. Assim como ocorreu com o estilo Art déco das décadas de 1920, 1930 e 1940, o googie tornou-se cada vez mais desvalorizado com o passar do tempo, e muitas construções feitas neste estilo foram demolidas.

## Guerras

### Guerra Fria

#### Guerra da Coreia
A guerra, que durou de 25 de junho de 1950, até a assinatura do Acordo de Armistício da Coreia em 27 de julho de 1953, começou como uma guerra civil na Coreia. Quando começou, a Coreia do Norte e do Sul existiam como governos provisórios que competiam pelo controle sobre a península coreana, devido à divisão da Coreia por poderes externos. Embora originalmente uma guerra civil, ela rapidamente escalou em uma guerra entre envolvendo a influência das superpotências rivais da União Soviética e dos Estados Unidos.
Em 15 de setembro, o general Douglas MacArthur conduziu a Operação Chromite, um desembarque anfíbio na cidade de Inchon. O exército da Coreia do Norte entrou em colapso e, dentro de alguns dias, o exército de MacArthur retomou Seul (capital da Coreia do Sul). Ele então empurrou os norte-coreanos para o norte, capturando Pyongyang em outubro. A intervenção chinesa no mês seguinte levou as forças da ONU para o sul novamente. MacArthur planejou então uma invasão em grande escala da China, mas isso foi contra os desejos do presidente Truman e outros que queriam uma guerra limitada. Foi demitido e substituído pelo general Matthew Ridgeway. A guerra tornou-se um impasse sangrento para os próximos dois anos e meio, enquanto as negociações da paz arrastavam.
A guerra deixou 33 742 soldados americanos mortos, 92 134 feridos e 80 000 desaparecidos em ação ou prisioneiro de guerra. As estimativas colocam vítimas coreanas e chinesas em 1–1,4 milhões de mortos ou feridos.

## Líderes mundiais
- Pio XII (1876–1958), papa da Igreja Católica
- Dwight D. Eisenhower (1890–1969), presidente dos Estados Unidos
- Nikita Khrushchev (1894–1971), líder da URSS
- Mao Zedong (1893–1976), ditador da China
- Konrad Adenauer (1876-1967), Chanceler da Alemanha Ocidental
- Winston Churchill (1874–1965), primeiro-ministro do Reino Unido
- René Coty (1882–1962), presidente da França
- Robert Menzies (1894–1978), primeiro-ministro da Austrália
- Louis St. Laurent (1882- 1973), primeiro-ministro do Canadá
- Juscelino Kubitschek (1902–1976), presidente do Brasil
- Juan Perón (1895–1974), presidente da Argentina
- Gamal Abdel Nasser (1918–1970), presidente do Egito
- David Ben-Gurion (1986–1973), primeiro-ministro de Israel
- Jawaharlal Nehru (1889–1964), primeiro-ministro da Índia
- Syngman Rhee (1875–1965), presidente da Coreia do Sul
- Kim Il-sung (1912–1994), presidente da Coreia do Norte
- Oliveira Salazar (1889–1970), primeiro-ministro de Portugal
- Francisco Franco (1892–1975), ditador da Espanha
- Alcide De Gasperi (1881–1954), primeiro-ministro da Itália

## Mídia
- The Twilight Zone foi a primeira série de ficção científica que teve na época nomeada em série de ficção.

Os anos 1950 são considerados como a Era de Ouro da Televisão por algumas pessoas. As vendas de televisores aumentaram enormemente e em 1950 4,4 milhões de famílias americanas tinham um aparelho televisor. Os americanos devotavam a maior parte do seu tempo livre para ver canais de televisão.

## Ciência
- Bruce C. Heezen e Marie Tharp descobriram a Dorsal meso-atlântica.
- A primeira vacina de poliomielite, desenvolvida por Jonas Salk, foi introduzida para o público em 1955.
- O primeiro transplante de órgão foi feito em Boston e Paris em 1954.

## Tecnologia
- Sputnik 1 foi lançado em 1957.

## Cinema
- Alice in Wonderland (1951)
- Cinderella (1950)
- Lady and the Tramp (1955)
- Peter Pan (1953)
- Sleeping Beauty (1959)

## Música
- Nos Estados Unidos rock and roll e seu subgênero, o rockabilly, nos Estados Unidos que repercutiu mundialmente com os cantores Bill Haley, Elvis Presley, Chuck Berry, Little Richard entre outros, no Brasil surge a bossa nova, um misto de samba e jazz.

## Moda
- Topete
- No Início da década as vestimentas recebem influências da moda da década anterior como saias godê e soutiens de bojo.
- Calça jeans
- No final da década, dá-se início ao movimento Beat, que veio a se tornar influência na década seguinte.
- No final dessa década o padrão de beleza é marcado pelo corpo esquálido, baseado na modelo inglesa Twiggy (n. 1949) e na atriz Raquel Welch. Muito diferente do corpo dos anos 1940 marcado pelas curvaturas corporais das atrizes Marilyn Monroe e Ava Gardner.
- No início da década o padrão de beleza foi marcado por Brigitte Bardot até 1957.
- Estampas de poás eram também muito usadas pelas mulheres nessa época

## Esportes
- Uruguai conquista o bicampeonato mundial no famoso jogo Maracanazo.
- Palmeiras é campeão mundial ao derrotar a Juventus.
- Alemanha e Brasil conquistam seus primeiros títulos numa Copa do Mundo de Futebol.
- A Fórmula 1 é criada, Juan Manuel Fangio conquista seu primeiro título.

## Cronologia

### 1951
- Em 30 de março, Julius e Ethel Rosenberg são declarados inocentes de espionagem durante a guerra. Os dois nova-iorquinos foram acusados de ter roubado e entregue à então União Soviética segredos sobre a bomba atômica dos Estados Unidos.
- Um tribunal federal de Nova York indicia 21 líderes do Partido Comunista por conspiração para a derrubada do governo dos Estados Unidos, no dia 20 de junho.
- No dia 23 de junho, é publicado no jornal "The New York Times", um estudo que revela que a televisão está mudando a maneira como a sociedade norte-americana encara o lazer, a política, a leitura e se expressa culturalmente.
- No Brasil, o Congresso Nacional aprova, no dia 17 de julho, a lei que considera crime qualquer ato de racismo e pode punir com prisão os infratores.
- No dia 20 de outubro, mais de cinco mil pessoas presenciam a abertura da primeira Bienal de Artes de São Paulo, num pavilhão no parque Trianon.
- O livro "Apanhador no campo de centeio", primeiro romance do norte-americano J.D. Salinger, é o grande sucesso do ano entre os adolescentes dos Estados Unidos.
- Nesse ano, Marlon Brando se torna um astro graças ao filme "Um Bonde Chamado Desejo". A partir daí, a camiseta branca usada pelo ator se torna popular entre os jovens

### 1952
- Gene Kelly dança a canção-título do filme "Cantando na Chuva". Em 8 de março, um coração artificial é utilizado pela primeira vez em um ser humano, no Hospital Pennsylvania, da Filadélfia, nos Estados Unidos. No dia 24 de abril, o pintor espanhol Pablo Picasso e vários outros artistas de esquerda reafirmam aos comunistas sua crença no realismo socialista.
- Estreia em Nova York, em 23 de outubro, o filme "Luzes da Ribalta", de Charles Chaplin. No dia 5 de novembro, Dwight Eisenhower é eleito presidente dos Estados Unidos pelo Partido Republicano.
- A Comissão de Energia Atômica dos Estados Unidos anuncia, no dia 16 de novembro, que a bomba H está pronta para ser usada

### 1953
- A 20th Century Fox Film Corporation comunica, no dia 1 de fevereiro, que vai converter todo seu sistema de filmagem para o de tela ampliada, chamado Cinemascope,
- O casal Rosemberg é executado nos Estados Unidos, em 19 de junho. Em 28 de julho, um armistício suspende a Guerra da Coreia, após 3 anos.
- Vargas sanciona lei de monopólio do petróleo brasileiro, criando a Petrobras, no dia 3 de outubro.
- É inaugurada a TV Record.
- Nesse ano, Marilyn Monroe se torna uma diva do cinema com o filme "Os Homens Preferem as Loiras". O filme "A Um Passo da Eternidade", com Burt Lancaster e Deborah Kerr causa escândalo e sua exibição quase é proibida por causa do célebre beijo da praia entre os dois atores.
- A revista Playboy é fundada.

### 1954
- Em 5 de fevereiro, Chanel reabre sua maison em Paris, fechada em 1939 por causa da guerra.
- Em 24 de maio, a IBM (International Business Machines), empresa dos Estados Unidos, anuncia que fabricou um cérebro eletrônico projetado especificamente para uso em negócios.
- Em 4 de julho, na Copa do Mundo disputada na Suíça, a Alemanha Ocidental conquistou seu primeiro título da competição, ao vencer a Hungria por 3 a 2 na final.
- Mao Tse-tung é reeleito para outro mandato de quatro anos como presidente da República Popular da China, no dia 27 de setembro
- Ernest Hemingway ganha o Prêmio Nobel de Literatura em 10 de dezembro. Entre suas obras, destacam-se "Adeus às Armas (1929), "Por Quem os Sinos Dobram" (1940) e "O Velho e o Mar" (1952), que lhe rendeu, em 1953, o Prêmio Pulitzer.
- Astrônomos anunciam, em 27 de dezembro, que a observação de 800 galáxias mostra que o universo nasceu de uma gigantesca explosão cósmica — chamada de Big Bang — que teria ocorrido há 5,5 bilhões de anos
- No Brasil, o Presidente Getúlio Vargas comete suicídio, com um tiro no coração, em seu quarto, no Palácio do Catete, na cidade do Rio de Janeiro, então capital federal.

### 1955
- Em 14 de maio, as nações do bloco oriental firmam o Pacto de Varsóvia, que as unifica militarmente
- No dia 31 de maio, a Suprema Corte dos Estados Unidos determina aos Estados o fim da segregação racial.
- Em 5 de agosto, falece a cantora Carmen Miranda.
- Em 3 de outubro, Juscelino Kubitschek é eleito presidente do Brasil.
- Em 26 de novembro, a então União Soviética, confirma que possui a bomba de hidrogênio.
- Neste ano, a indústria japonesa Sony lança o primeiro rádio portátil transistorizado produzido em massa.
- Estreia o filme "Juventude Transviada", com James Dean, que se torna o símbolo de rebeldia dos anos 1950.

### 1956
- Em 1º de fevereiro, o presidente do Brasil, Juscelino Kubitschek, expõe, em seu primeiro dia de governo, um plano desenvolvimentista em que promete fazer o país avançar "50 anos em 5".
- Em 22 de março, o reverendo Martin Luther King Jr. é considerado culpado dos boicotes ao serviço de ônibus de Montgomery, em Alabama, nos Estados Unidos.
- Em 9 de setembro, Elvis Presley bate recorde de audiência em sua apresentação na TV.

### 1957
- Em 16 de fevereiro, o prefeito de São Paulo, Jânio Quadros, proíbe o rock and roll nos bailes.
- A 7 de março, iniciam as transmissões públicas de televisão em Portugal com a RTP.
- Em 27 de julho, Pelé estreia na seleção brasileira com 16 anos e marca o único gol na derrota para a Argentina por 2 a 1.
- A União Soviética anuncia, em 4 de outubro, que lançou com sucesso em órbita ao redor da Terra o primeiro satélite fabricado pelo homem, o Sputnik 1.
- A União Soviética lança, no dia 3 de novembro, seu segundo satélite espacial, desta vez tripulado por uma cadela chamada Laika.
- Albert Camus recebe o Prêmio Nobel de Literatura no dia 10 de dezembro. Entre suas obras, destacam-se O Estrangeiro (1942) e a peça Calígula (1948).
- Em 19 de dezembro, a Otan aprova a presença de armas atômicas dos Estados Unidos na Europa, incluindo mísseis de alcance intermediário.
- O livro On the Road, de Jack Kerouac, faz sucesso e marca a chamada geração beat. O beatniks falam no ritmo e na linguagem do jazz e detestam a obsessão da classe média por objetos e pela harmonia. Os poetas Allen Ginsberg e Lawrence Ferlinghetti são alguns dos representantes dessa nova tendência.

### 1958
- Em 29 de junho, na Copa do Mundo disputada na Suécia, o Brasil conquistou seu primeiro título da competição, ao vencer a Suécia por 5 a 2 na final.

### 1959
- Em 1 de Janeiro o ditador Fulgencio Batista é deposto pela Revolução Cubana e Cuba se torna uma nação socialista.
- Em 3 de fevereiro de 1959, um avião de pequeno porte caiu próximo de Clear Lake, Iowa, matando três músicos estadunidenses de rock and roll: Buddy Holly, Ritchie Valens e The Big Bopper, assim como o piloto Roger Peterson.[4] Este dia seria definido posteriormente por Don McLean em sua canção "American Pie" como "o dia em que a música morreu" — The Day the Music Died.[5][6]
- Em 9 de março de 1959 a boneca Barbie é lançada pela Mattel.